# NGC 4363
NGC 4363 (również PGC 40233) – galaktyka spiralna (Sb), znajdująca się w gwiazdozbiorze Smoka. Odkrył ją William Herschel 10 grudnia 1797 roku.